# Xã Wayne, Quận DuPage, Illinois
Xã Wayne (tiếng Anh: Wayne Township) là một xã thuộc quận DuPage, tiểu bang Illinois, Hoa Kỳ. Năm 2010, dân số của xã này là 66.582 người.